# Plussulien
Plussulien (tiếng Breton: Plusulian) là một xã của tỉnh Côtes-d’Armor, thuộc vùng Bretagne, tây bắc Pháp.

## Dân số
Người dân ở Plussulien được gọi là Plussulianais.